# Fili (stacja metra)
Fili (ros. Фили) – stacja moskiewskiego metra linii Filowskiej (kod 060). Nazwa stacji nawiązuje do nazwy rejonu Filowskij Park w zachodnim okręgu administracyjnym Moskwy, gdzie jest położona.
Wyjścia prowadzą na ulice Tuczkowskaja, Nowozawodskaja, Bagrationowskij Projezd (przebiega po wiadukcie nad stacją) i Promyszlennyj Projezd oraz na peron stacji Fili.

## Konstrukcja i wystrój
Stacja jest naziemna, posiada dwa perony z betonowym zadaszeniem. Westybule usytuowane na końcach peronów umożliwiają przejścia nad torami. Wnętrza wyłożono płytkami ceramicznymi. We wschodniej części można zobaczyć wiadukt kolejowy łączący zakłady rakietowe im. Chruniczewa z systemem kolei. Wschodni koniec stacji stanowi krótki tunel, przez który przejeżdżają wszystkie składy jadące do centrum miasta.